# 豊岡駅 (兵庫県)

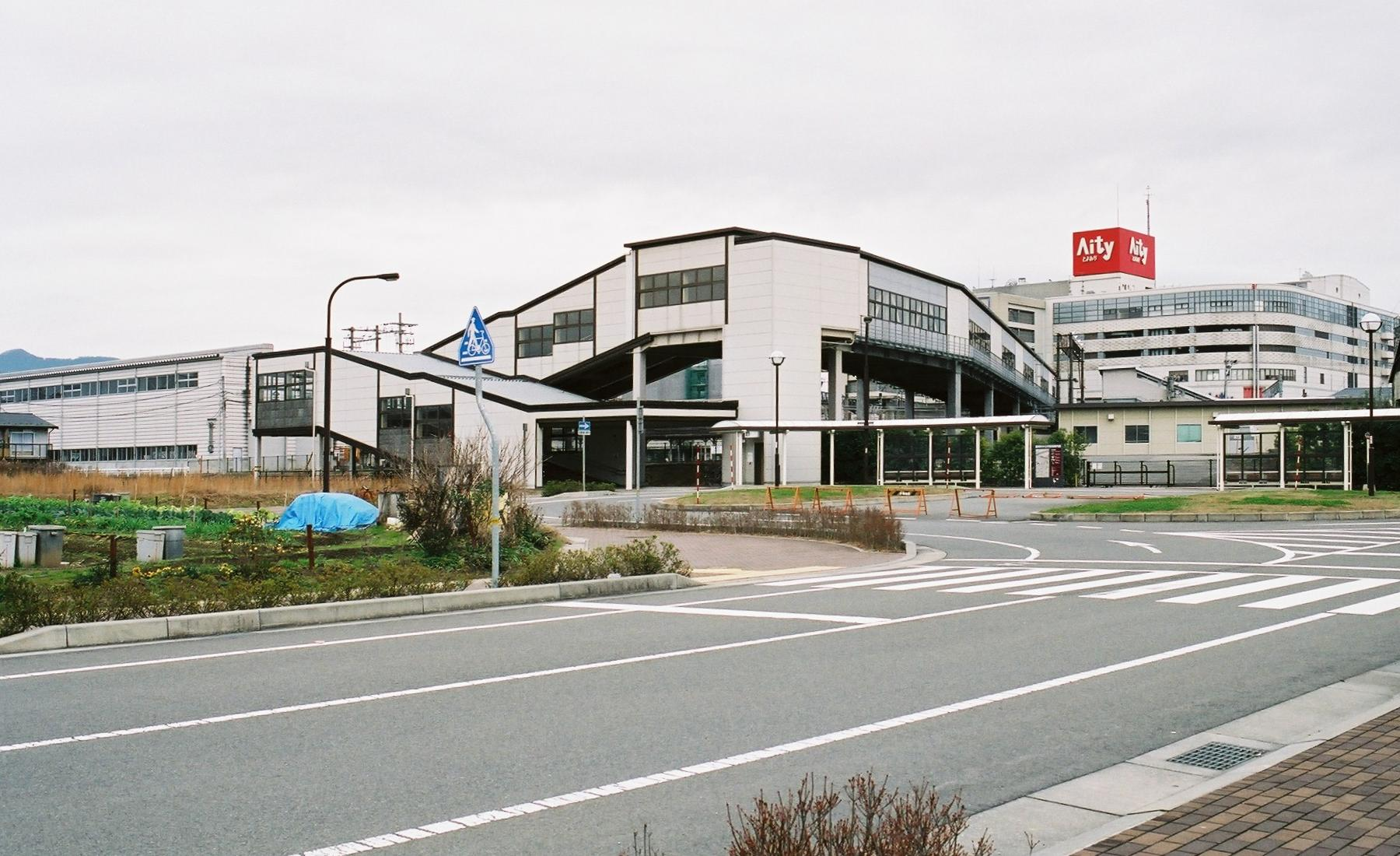
西口（2007年1月）

豊岡駅（とよおかえき）は、兵庫県豊岡市大手町にある、西日本旅客鉄道（JR西日本）・WILLER TRAINS（京都丹後鉄道）の駅である。

## 概要
兵庫県北部の中心都市・豊岡市の中心駅。JR西日本の山陰本線と、京都丹後鉄道の宮津線が乗り入れ、接続駅となっている。宮津線は当駅が終点であり、「宮豊線」の愛称区間に含まれる。そのため旅客案内上では「京都丹後鉄道宮豊線」と呼称される。また、京都丹後鉄道はT26の駅番号を設定している。
京都発着の「きのさき」・新大阪発着の「こうのとり」をはじめとする、すべての定期旅客列車が当駅に停車する。浜坂方面・福知山方面双方とも、普通列車の多くは当駅始発である。以前は福知山方面から城崎温泉駅へ直通する普通列車も多かったが、2010年（平成22年）3月のダイヤ改正による輸送力見直しを受けて削減され、結果として当駅止まりが中心となった。
豊岡市による駅前再開発事業により、駅前広場の拡張のため、JR西日本による豊岡駅の橋上駅舎化が検討され、2010年（平成22年）から豊岡駅東西連絡橋（陸橋）の一部を改良し、バリアフリー化を含めた改築が実施された。2011年（平成23年）2月に新駅舎が完成しセレモニーが行われ、3月のダイヤ改正で採用された新大阪 - 福知山直通特急「こうのとり」の車両公開・試運転が開催された。
駅構内には兵庫県警察鉄道警察隊豊岡分駐隊があったが、一時閉鎖された後、姫路分駐隊豊岡駅詰所として人員配置を復活している（新駅では、1階の1番のりば付近にある）。なお、国鉄時代は福知山鉄道公安室豊岡鉄道公安派出所だった。
新駅舎の完成で、商業施設であるアイティと自由通路で改札口から直接行けるようになっている。

## 歴史
- 1909年（明治42年）

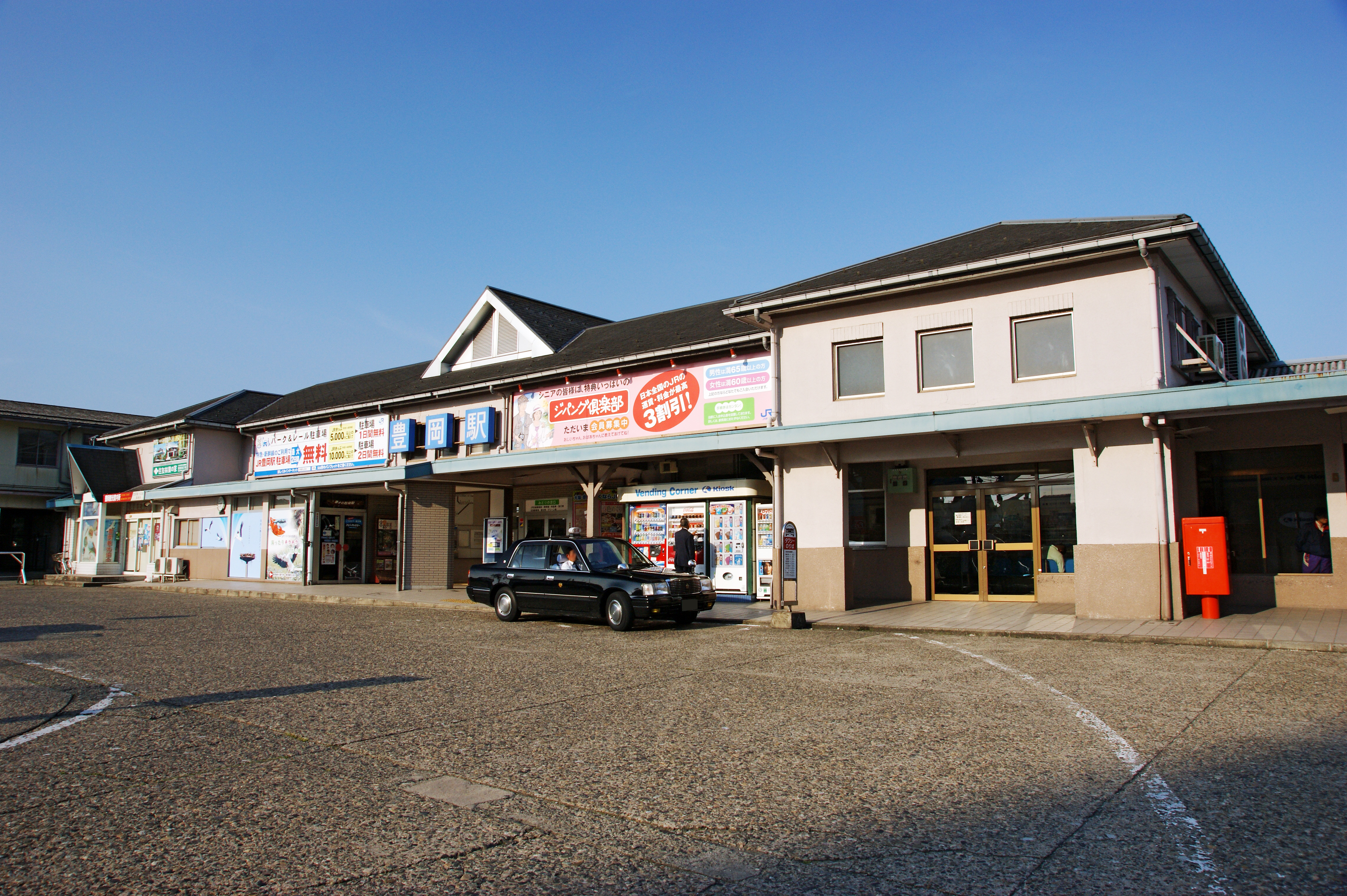
旧駅舎（2008年5月）

  - 7月10日：鉄道院の八鹿駅 - 当駅間延伸により開業（当初は終着駅）[2]。客貨取扱を開始[3]。
  - 9月5日：城崎駅（現・城崎温泉駅）まで延伸に伴い途中駅となる。
  - 10月12日：線路名称制定。播但線の所属となる。
- 1910年（明治43年）10月：駅舎改築[2]。
- 1912年（明治45年）3月1日：線路名称改定。播但線の福知山駅 - 和田山駅 - 香住駅間が山陰本線に編入され、当駅もその所属となる。
- 1925年（大正14年）5月23日：北但馬地震発生。豊岡駅が崩壊、駅構内の機関庫タンク（原文ママ）が爆発[4]。
- 1929年（昭和4年）12月15日：峰豊線（宮津線の前身）が久美浜駅まで開業[5][6]。
- 1932年（昭和7年）8月10日：線路名称改定。峰豊線が宮津線の一部となる[6]。
- 1947年（昭和22年）11月27日：昭和天皇が山陰方面に行幸（昭和天皇の戦後巡幸）。運転停車時間（6分）を利用して駅前奉迎が行われる[7]。
- 1968年（昭和43年）10月5日：昭和天皇、香淳皇后が第23回国民体育大会に合わせて県内を行幸啓。若狭高浜駅発、豊岡駅着のお召し列車が運転[8]。
- 1972年（昭和47年）4月1日：コンテナ基地開業[9]。
- 1984年（昭和59年）1月21日：貨物取扱が廃止[3]。
- 1986年（昭和61年）11月1日：荷物扱い廃止[3]。
- 1987年（昭和62年）4月1日：国鉄分割民営化により、JR西日本の駅となる[3]。
- 1990年（平成2年）4月1日：宮津線が北近畿タンゴ鉄道宮津線に移管[10]。
- 2006年（平成18年）12月18日：発車メロディーを使用を開始する[11]。
- 2011年（平成23年）2月13日：JR線の新駅舎が完成し、供用開始[1][2]。
- 2012年（平成24年）3月17日：駅前広場（路線バス・タクシー駐車場等）が完成。供用開始[12]。
- 2015年（平成27年）4月1日：北近畿タンゴ鉄道宮津線がWILLER TRAINSに移管され、京都丹後鉄道宮豊線となる[13]。
- 2021年（令和3年）3月13日：JR西日本でICカード「ICOCA」の利用が可能となる[14][15]。
- 2022年（令和4年）
  - 2月24日：みどりの窓口の営業を終了[16]。
  - 2月25日：みどりの券売機プラス稼働開始[16]。
  - 6月1日：管理駅としての管轄区間が拡大される。

## 駅構造

### JR西日本
単式ホーム1面1線と島式ホーム1面2線、合計2面3線のホームを有する地上駅。橋上駅舎で、改札口は2階にある。単式の1番のりば、島式の3・4番のりばは1階にあり、階段またはエレベータを利用する。新駅舎供用以前は、駅舎は単式の1番のりば側にあり、旧2・3番のりばへは跨線橋で連絡していた。
当駅は管理駅長が配置された直営駅であり、管理駅として梁瀬駅 - 居組駅間、播但線の中間駅全てを管轄している。東口駅舎1階にキヨスクがあったが、2021年に閉店している。過去には同じく東口駅舎1階にカフェもあった。2021年現在、東口駅舎の１階部分にあるのは、他に豊岡観光協会の事務所と、兵庫県鉄道警察隊の詰所となっている。

#### のりば
| のりば  | 路線                | 方向                | 行先                     |
| ------- | ------------------- | ------------------- | ------------------------ |
| 1・3・4 | 山陰本線            | 上り                | 和田山・福知山方面       |
| 1・3・4 | 山陰本線            | 下り                | 城崎温泉・鳥取・香住方面 |
| 1       | ■宮豊線（一部列車） | ■宮豊線（一部列車） | 久美浜・宮津方面         |

付記事項
- 1番のりばが上り本線、3番のりばが下り本線、4番のりばが上下副本線であるが、3線とも両方向の発車に対応している。また、1番のりばと3番のりばの間にはホームのない待機線がある。そのため列車運転指令上では待機線が「2番線」となっている（後述の京都丹後鉄道宮津線ホームは「宮津1番線」）。また、待機線（2番線）も両方向への出発に対応している。宮津線からJR線へは、1番のりばと3番のりばのみ出入り可能であり、久美浜から特急「はしだて」2号となる快速列車のみJRの1番のりばを使用する。なお、2011年の新駅舎完成後は旧2番のりばが3番のりば、旧3番のりばが4番のりばとなり、2番のりばが欠番となっている（待機線に相当）。
- かつてはある程度発着番線が固定されていたが、2010年（平成22年）3月改正以降、普通列車が両方向とも当駅始発および終点になる運用を主体としたダイヤとなったこともあり、現在は3線とも上下線の区別なく使用している。なお、当駅を越えて運転される列車については、対向列車との行き違いのない場合は両方向とも駅舎側の1番のりばに発着する。対向列車がある場合は、上り（和田山・福知山方面行き）列車が1番のりば、下り（浜坂方面行き）列車が3番のりばか4番のりばに入る。山陰本線経由の上り特急はすべて1番のりばから発車するが、下りは固定されていない。
- 夜間滞泊の設定がある。

#### 発車メロディ
2006年（平成18年）12月より駅放送設備更新に伴い、コウノトリにちなんだメロディーが流れている。
- 到着時「約束の空へ」（作曲：大西しんぎょう）[11]
- 発車時「輝いて！こうのとり」（作曲：西田武生）[11]

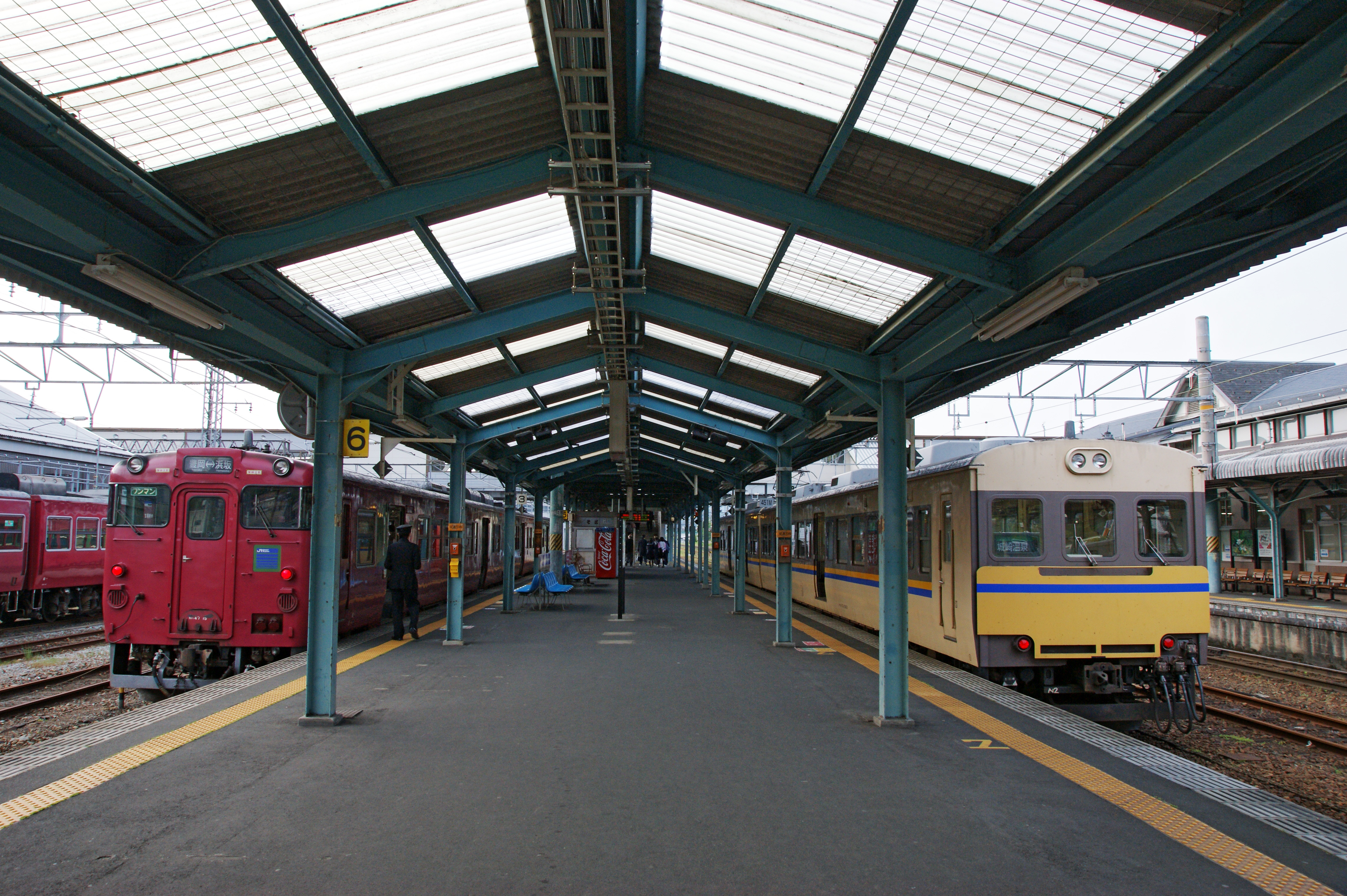
島式ホーム（2008年5月）
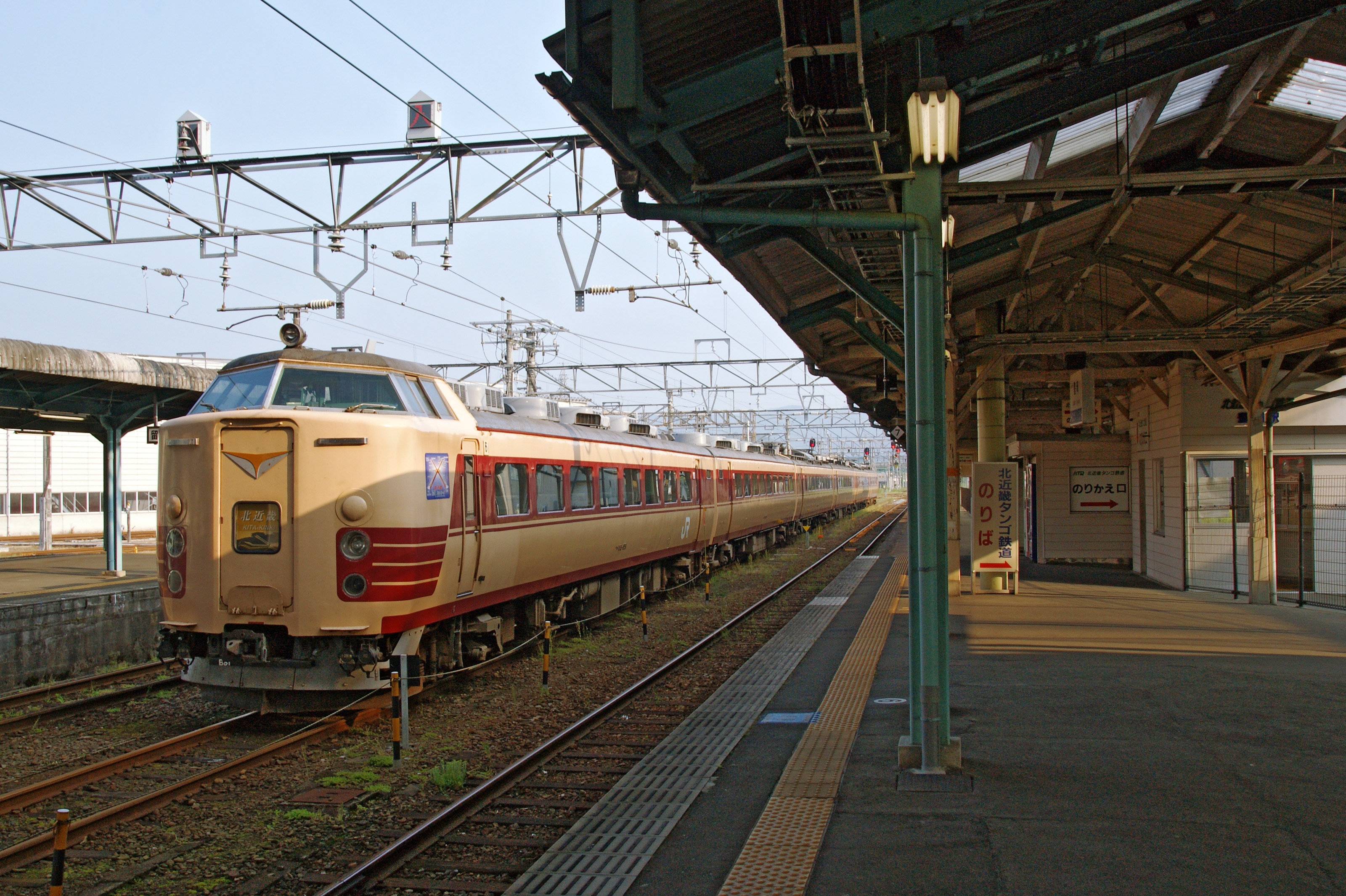
1番ホーム端にある京都丹後鉄道ホームへの乗換口（2008年5月）

### 京都丹後鉄道
頭端式ホーム1面1線を有し、JR線の1番のりばの線路反対側を切り欠いたホームとなっている。JRとは独立した駅舎を持っており、JR側からも中間改札と柵で仕切られている。ただし、久美浜から特急「はしだて」2号となる快速列車のみJR線の1番のりばに発着する。

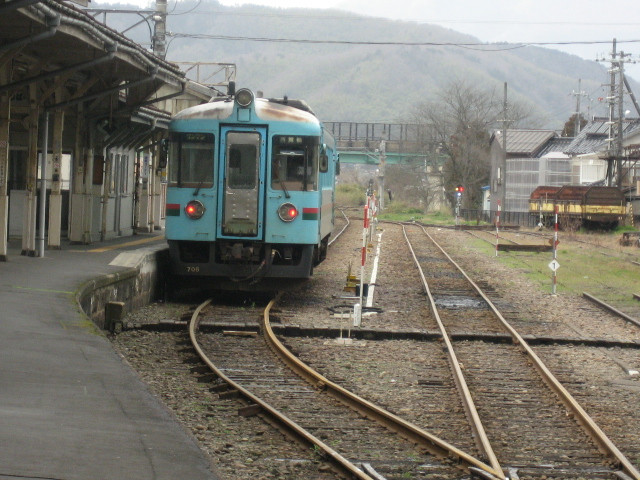
丹鉄ホーム（2007年3月）

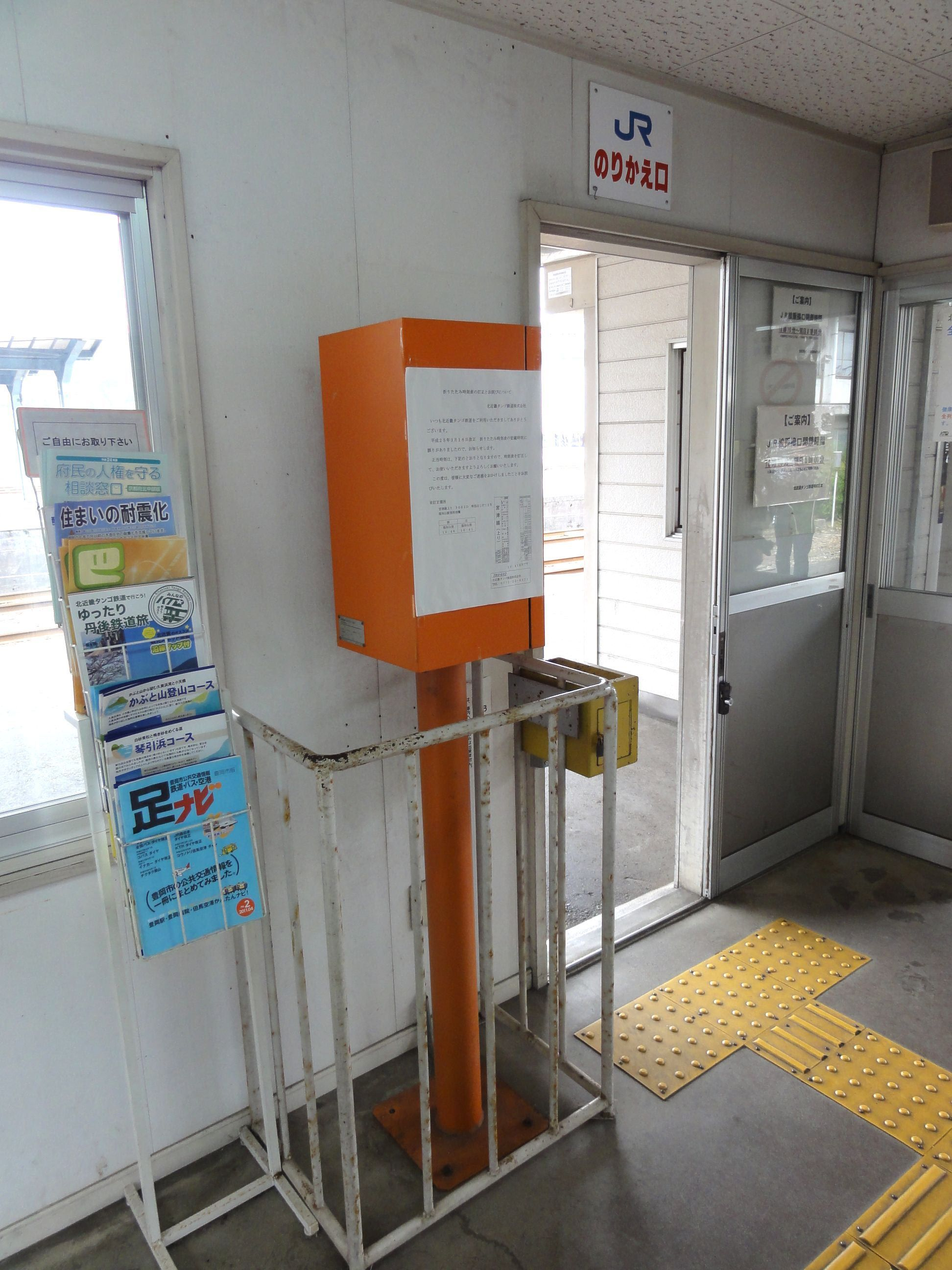
中間改札（2013年4月）

直営駅であり、15駅の有人駅の一つでもある。

## 駅弁
2024年ごろまでは、主な駅弁として下記を販売していた。
- あっちっちかにめしとすきやき弁当
- 米田茶店 かに寿し[20]

## 利用状況
- JR西日本
  - JR西日本の移動等円滑化取組報告書によると、2023年（令和5年）度の1日平均乗降人員は3,140人である[21]。
- 京都丹後鉄道
  - 「豊岡市統計書[22]」によると、2019年（令和元年）度の1日平均乗車人員は183人である。

| 年度   | JR西日本         | 京都丹後鉄道     |
| 年度   | 1日平均 乗車人員 | 1日平均 乗車人員 |
| ------ | ---------------- | ---------------- |
| 1998年 | 2,769            |                  |
| 1999年 | 2,663            |                  |
| 2000年 | 2,604            |                  |
| 2001年 | 2,524            |                  |
| 2002年 | 2,361            |                  |
| 2003年 | 2,280            | 192              |
| 2004年 | 2,198            | 190              |
| 2005年 | 2,173            | 165              |
| 2006年 | 2,109            | 190              |
| 2007年 | 2,064            | 240              |
| 2008年 | 2,007            | 198              |
| 2009年 | 2,013            | 164              |
| 2010年 | 1,974            | 172              |
| 2011年 | 1,955            | 157              |
| 2012年 | 1,980            | 167              |
| 2013年 | 2,015            | 189              |
| 2014年 | 1,895            | 198              |
| 2015年 | 1,929            | 219              |
| 2016年 | 1,886            | 201              |
| 2017年 | 1,846            | 201              |
| 2018年 | 非公開           | 186              |
| 2019年 | 非公開           | 183              |
| 2020年 | 1,409            |                  |

## 駅周辺
- アイティ（2階と駅前がペデストリアンデッキで直結する） 
  - ニトリ
- 豊岡駅通商店街（大開通り）
- 豊岡市役所[23]
- 兵庫県豊岡警察署
- 神戸地方裁判所豊岡支部
- ハローワーク豊岡（豊岡公共職業安定所）
- 兵庫県立豊岡総合高等学校
- 神武山公園（豊岡城）
- 山王公園（日吉神社）
- 豊岡市立図書館
- コープデイズ豊岡
- 但馬銀行本店・豊岡東支店
- みなと銀行豊岡支店
- 三井住友銀行豊岡支店・豊岡法人営業部
- 但馬信用金庫大開支店
- 兵庫県信用組合 豊岡支店
- 豊岡郵便局
- ホテル大丸
- O（）ホテル豊岡

## バス路線
全但バス
- 駅構内（豊岡駅）
  - 出石方面（出石町・但東町）
  - 夢但馬周遊バス「たじまわる」
- 駅前（豊岡駅前）アイティ側
  - 特急バス：神戸
  - 豊岡（梶原）・奥野
  - コウノトリの郷公園・法花寺（団地バス）
  - 出石・出石福祉ゾーン・出合・奧藤
  - 江原駅
  - 下の宮
  - 目坂

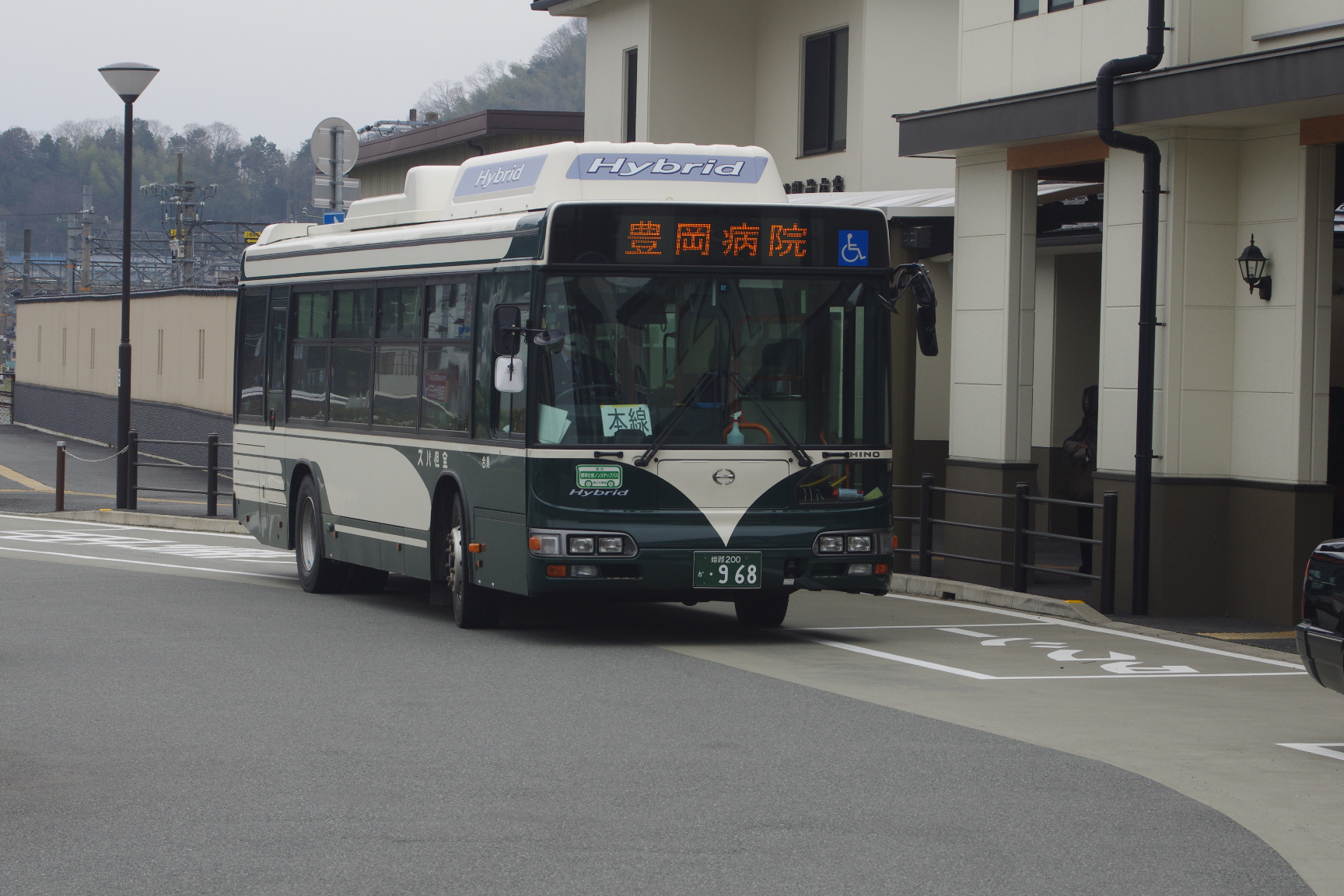
バスのりば（2015年3月）

  - 城崎温泉（コウノトリ但馬空港シャトルバス）
  - 八鹿・但馬農高・とがやま温泉方面
  - 日和山
  - 竹野浜（豊岡病院経由後・直通は除く）
- 駅前（豊岡駅前）ホテル大丸側
  - 特急バス 城崎温泉
  - 豊岡病院方面
  - 日和山（但馬農高発の便のみ）
  - 総合市場・森本・竹野浜方面（直通）
  - コウノトリ但馬空港
  - 団地バス：戸牧第2団地・豊岡病院

ニュープリンス高速バス
- WILLER EXPRESS：大崎駅・東京駅

豊岡市市街地環状バス（コバス）
- 北ルート・南ルート

豊岡市営バス（イナカー）
- 赤石

## 隣の駅
西日本旅客鉄道（JR西日本）
 山陰本線
- 特急「こうのとり」「きのさき」「はまかぜ」停車駅

■普通
国府駅 - 豊岡駅 - 玄武洞駅
京都丹後鉄道
■宮豊線
快速
久美浜駅 (T24) - 豊岡駅 (T26)
普通
コウノトリの郷駅 (T25) - 豊岡駅 (T26)